# Ptochophyle dargei
Ptochophyle dargei là một loài bướm đêm trong họ Geometridae.